# Bahnhof Shiretoko-Shari
Der Bahnhof Shiretoko-Shari (jap. 知床斜里駅, Shiretoko-Shari-eki) ist ein Bahnhof auf der japanischen Insel Hokkaidō. Er befindet sich in der Unterpräfektur Okhotsk auf dem Gebiet der Stadt Shari.

## Verbindungen
Shiretoko-Shari ist ein Zwischenbahnhof und früherer Trennungsbahnhof an der Senmō-Hauptlinie. Diese führt von Abashiri nach Higashi-Kushiro und wird von der Gesellschaft JR Hokkaido betrieben. Personenzüge verkehren viermal täglich von Abashiri nach Kushiro und zurück, ebenso einmal täglich der Eilzug Shiretoko. Hinzu kommen in Tagesrandlage je ein Regionalzug von Abashiri nach Shiretoko-Shari bzw. Midori und zurück. Auf dem Bahnhofsvorplatz befindet sich ein Busterminal, der von mehreren Linien der Gesellschaft Shari Bus und Abshiri Bus bedient wird. Von besonders großer Bedeutung ist die Buslinie zum Shiretoko-Nationalpark.

## Anlage

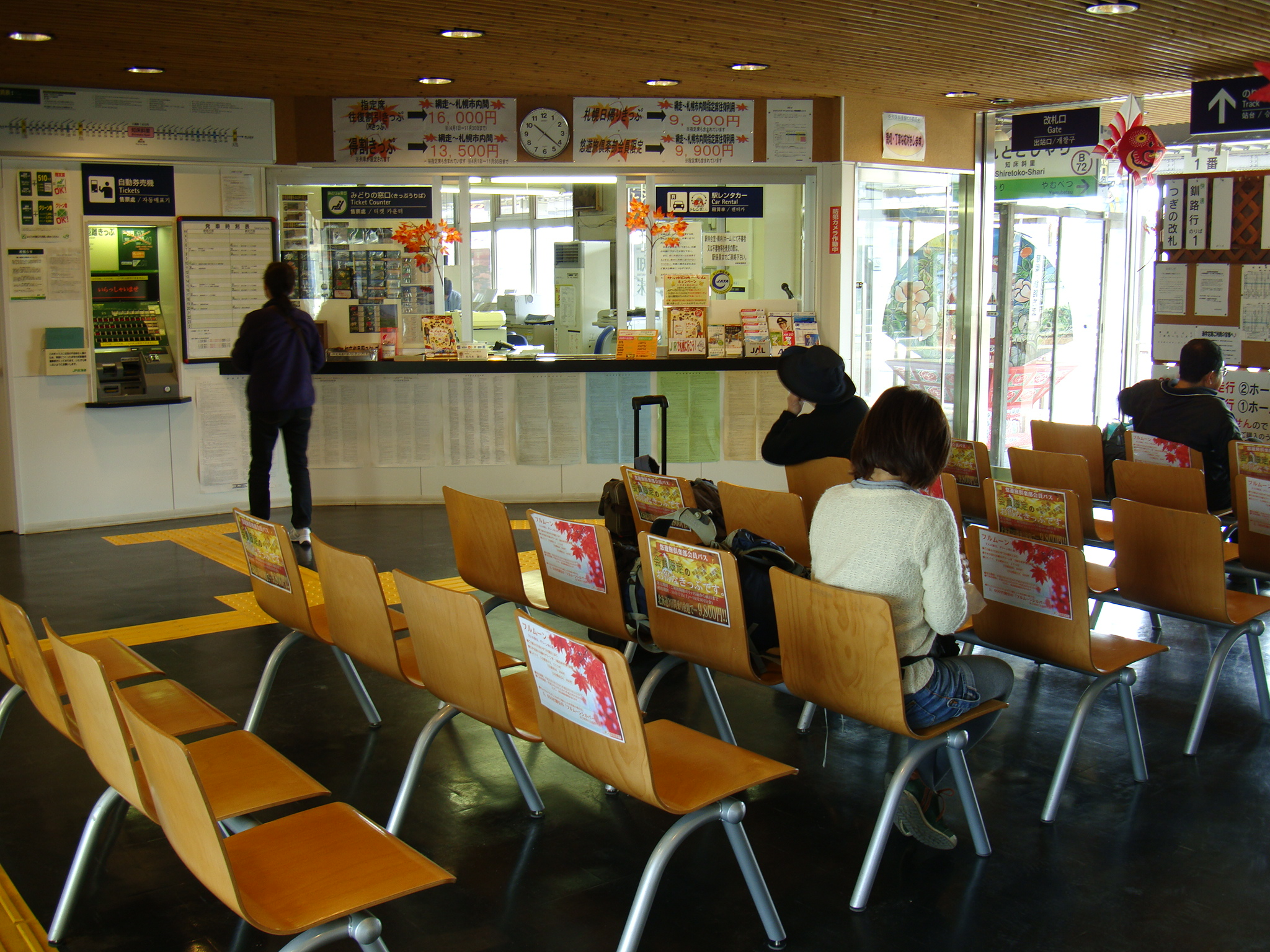
Wartesaal

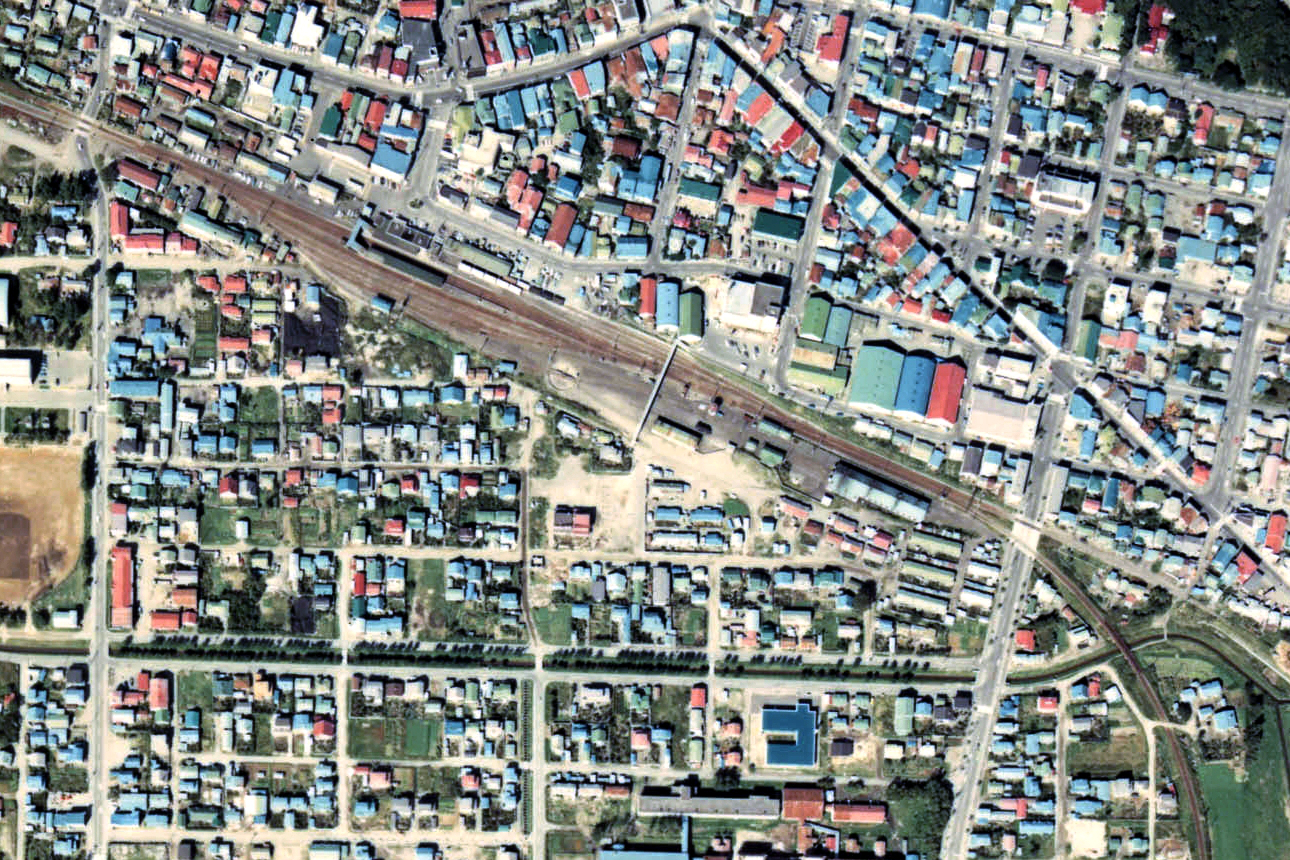
Luftansicht (1977)

Der Bahnhof befindet sich im Stadtzentrum und ist von Westen nach Osten ausgerichtet. Er besitzt fünf Gleise, von denen drei dem Personenverkehr dienen. Diese liegen am Hausbahnsteig und an einem überdachten Mittelbahnsteig, der durch eine gedeckte Überführung mit dem Empfangsgebäude am Nordrand der Anlage verbunden ist. Das Empfangsgebäude enthält Läden und ein Touristeninformationszentrum. Südlich des Bahnhofs stehen zwei kleine Depots, die beide über dasselbe Gleis angeschlossen sind. Sie dienen zum Abstellen von Zügen und Bahndienstfahrzeugen.

## Geschichte
Als das Eisenbahnministerium am 10. September 1925 das Teilstück von Kitahama bis hierhin eröffnete, trug der Bahnhof zunächst die Bezeichnung Shari (斜里). Er war etwas mehr als vier Jahre lang Endstation, bis zur Eröffnung des anschließenden Teilstücks nach Sattsuru am 14. September 1929; zwei Jahre später war die Senmō-Hauptlinie vollendet. Unter der Aufsicht des Innenministeriums entstand zur weiteren Erschließung der Region die Shari-Linie, eine 17,9 km lange Kleinbahn entlang der Küste mit einer Spurweite von 762 mm. Sie verkehrte von 1932 bis 1953, wurde von Pferden gezogen und diente vor allem dem Transport von landwirtschaftlichen Erzeugnissen zum Bahnhof Shari.
Von Shari aus sollte die Konpoku-Linie nach Nemuro-Shibetsu errichtet werden, wo sie auf die Shibetsu-Linie treffen würde. 1938 begannen die Arbeiten, mussten aber drei Jahre später wegen des Ressourcenmangels während des Pazifikkriegs eingestellt werden. Nachdem die Arbeiten über ein Jahrzehnt lang geruht hatten, eröffnete die Japanische Staatsbahn am 10. November 1957 den 12,8 km langen Abschnitt nach Koshikawa. Wegen mangelnder Rentabilität wurde die nie vollendete Konpoku-Linie bereits am 1. Dezember 1970 stillgelegt.
1971 ersetzte die Staatsbahn das Empfangsgebäude durch einen Neubau, am 18. Oktober 1973 nahm sie einen Containerterminal in Betrieb. Aus Kostengründen stellte sie am 1. Februar 1984 sowohl den Güterumschlag als auch die Gepäckaufgabe ein. Im Rahmen der Staatsbahnprivatisierung ging der Bahnhof am 1. April 1987 in den Besitz der neuen Gesellschaft JR Hokkaido über. Diese gab am 11. April 1998 dem Bahnhof den heutigen Namen Shiretoko-Shari, um auf den nahen Nationalpark hinzuweisen. Ein weiterer Umbau des Empfangsgebäudes erfolgte im Jahr 2007.